# Намин, Стас
Ста́с На́мин (настоящее имя Анаста́с Алексе́евич Микоя́н, арм. Անաստաս Ալեքսեյի Միկոյան; род. 8 ноября 1951, Москва) — советский и российский музыкант, композитор и продюсер, художник и фотограф, режиссёр театра и кино. Создатель и лидер рок-группы «Цветы». Автор многих популярных песен («Рано прощаться», «Летний вечер», «Юрмала», «Ностальгия по настоящему», «Свет и радость», «Мы желаем счастья вам» и др.). Организатор первого в СССР независимого продюсерского центра SNC, откуда вышли многие отечественные рок- и поп-звёзды, группы «Калинов мост», «Бригада С», «Моральный кодекс», «Сплин» и многие другие, в том числе созданная и спродюсированная Наминым в 1987 году рок-группа «Парк Горького». Организатор первых в стране музыкальных фестивалей, также Международного музыкального фестиваля мира в «Лужниках» в 1989 году, «Рок из Кремля» в 1992 году, серии фестивалей «Единый мир» и других. Основатель первых в стране частных антреприз: концертного агентства, студии дизайна, фирмы грамзаписи, радиостанции, телекомпании и т. д. В конце 1980-х — начале 1990-х годов также создал и спродюсировал Московский симфонический оркестр (МСО), шоу «Балет на льду» (Moscow on Ice). В 1999 году создал Московский театр музыки и драмы — первый в стране театр мюзиклов. Организатор крупнейших независимых международных и межгосударственных фестивалей культуры в стране и в мире.
В 2000-х годах фактически ушёл из активной общественной деятельности и публичной жизни. Его интересы возвратились к личному творчеству в области театра (создано новое направление драматического мюзикла и современной музыкальной драмы), изобразительного искусства и фотографии (созданные Наминым арт-проекты представлены музеями и галереями мира). В 2014 году избран почётным членом Российской академии художеств (РАХ). В области кинематографа создал серию документальных фильмов («Разговор с Эрнстом Неизвестным», «Древние храмы Армении», «Удивительная Куба», созданный в США «Free to Rock» и др.). В сфере музыки Намин работает в разных направлениях — музыка для театра (созданы саундтреки и мюзиклы «Снежная королева», «Маленький принц» и др.), эксперименты в этнической (альбомы «Русские деревенские песни», «One World Music Freedom», «Медитация»), симфонической музыке (сюита из восьми частей «Осень в Петербурге») и симфония Centuria S — Quark записана Лондонским симфоническим оркестром на студии Abbey Road (Лондон, Великобритания).

## Биография
Стас Намин (Анастас Алексеевич Микоян) родился 8 ноября 1951 года в Москве в армянской семье. Отец — Алексей Анастасович Микоян — был военным лётчиком. Мать — Нами Артемьевна Микоян (Арутюнова) — музыкант, искусствовед, писатель. Именно её имя Стас взял в качестве творческого псевдонима.
Анастас Микоян (Стас Намин) был назван в честь своего деда по линии отца Анастаса Ивановича Микояна (1895—1978), известного политического деятеля СССР с 1923 по 1976 годы. Родной брат деда — Артём Иванович Микоян — известный авиаконструктор, создатель самолётов МиГ совместно с М. И. Гуревичем. Двоюродный дед по линии матери — Арутюнов Григорий Артемьевич — секретарь ЦК Компартии Армении с 1937 по 1955 годы.

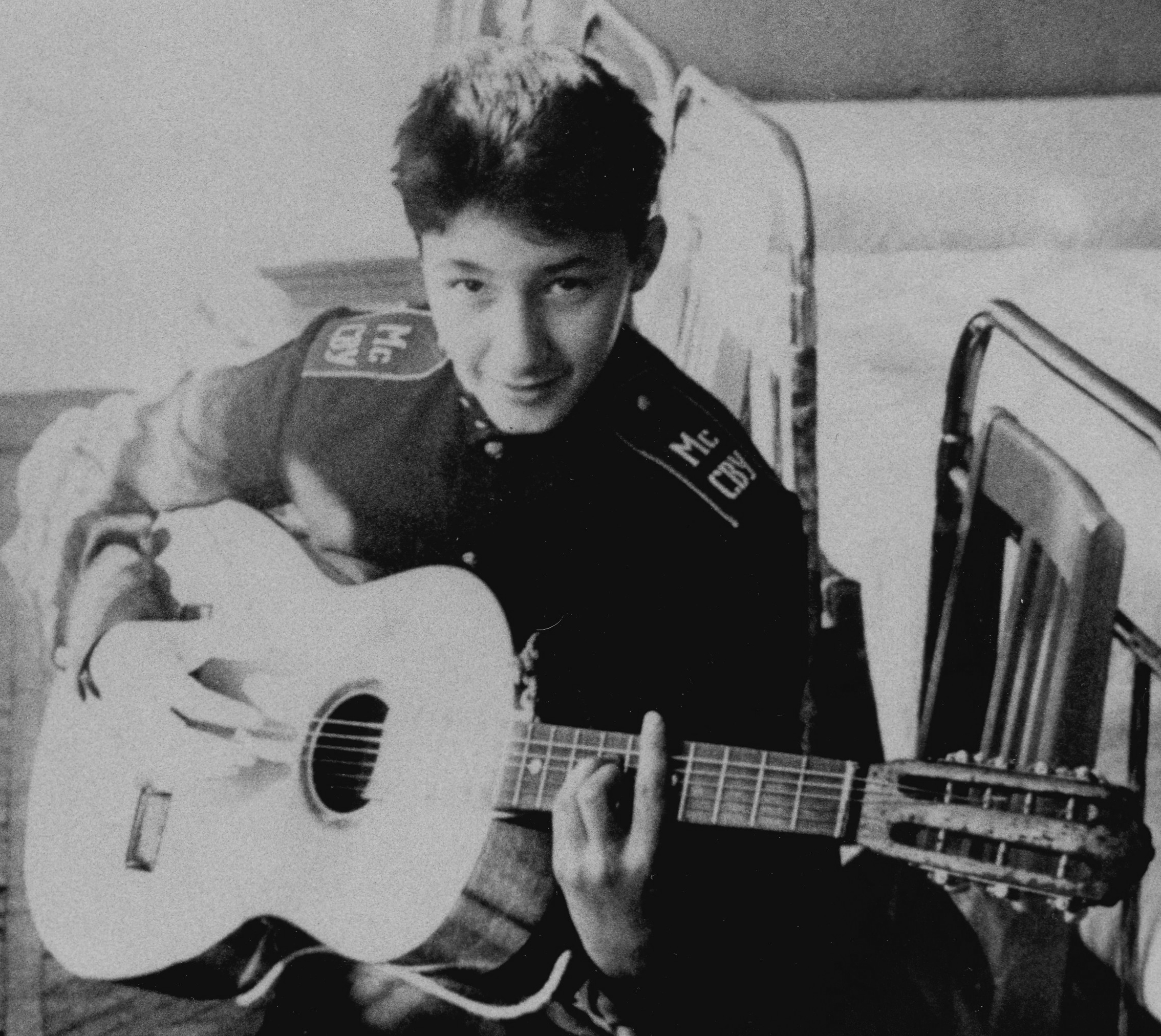
Анастас Микоян (Стас Намин) в Московском Суворовском военном училище, 1964 год

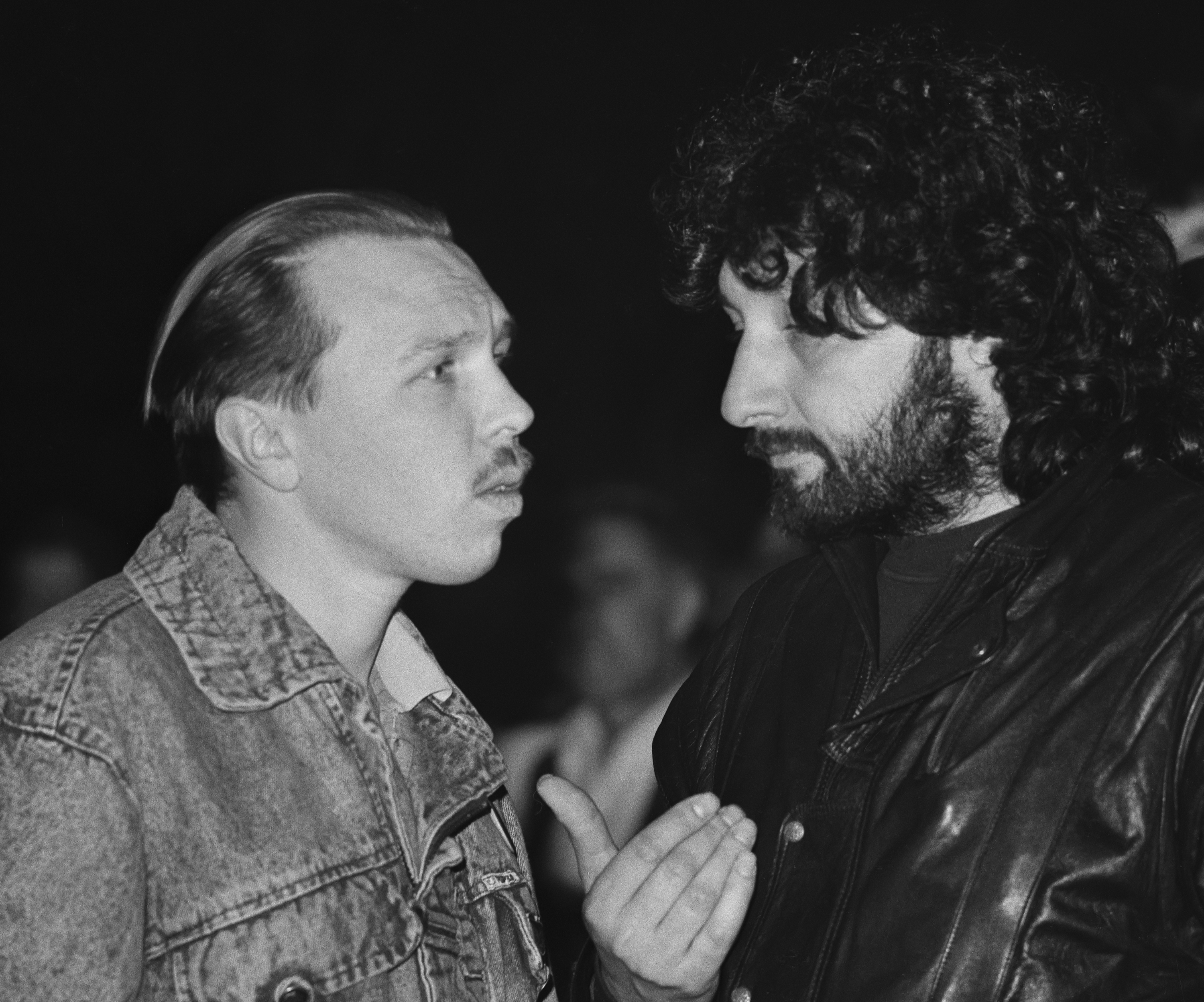
Гарик Сукачев и Стас Намин, Май 1988 года, автор фото: Лев Медведев

В 10-летнем возрасте Стас был отдан в Московское суворовское военное училище. По окончании 7-летнего курса училища поступил в Институт иностранных языков, а затем перевёлся в Московский государственный университет на филологический факультет, где изучал литературу и философию.
В 1978 году окончил МГУ имени М. В. Ломоносова, в 1983-м — Высшие курсы сценаристов и режиссёров при «Госкино СССР».
Ещё в Суворовском училище в середине 1960-х годов увлёкся рок-музыкой. Свой первый ансамбль «Чародеи» создал в 1963/1964 году. В 1967 году создал группу «Политбюро». В 1969 году под впечатлением американского рок-фестиваля «Вудсток» и движения хиппи создал рок-группу «Цветы».
В 1986 году, с началом «перестройки», Намин впервые смог выехать за рубеж и провести со своей группой турне более чем по 50 странам мира.
По окончании турне Стас Намин начал заниматься предпринимательской деятельностью в разных направлениях, проявляя себя как продюсер и импресарио. В 1987 году в здании «Зелёного театра» в Парке Горького в Москве он создал один из первых в СССР негосударственный продюсерский центр (холдинг) под названием «Центр Стаса Намина» (SNC). На базе центра создал радиостанцию — SNC, телекомпанию.

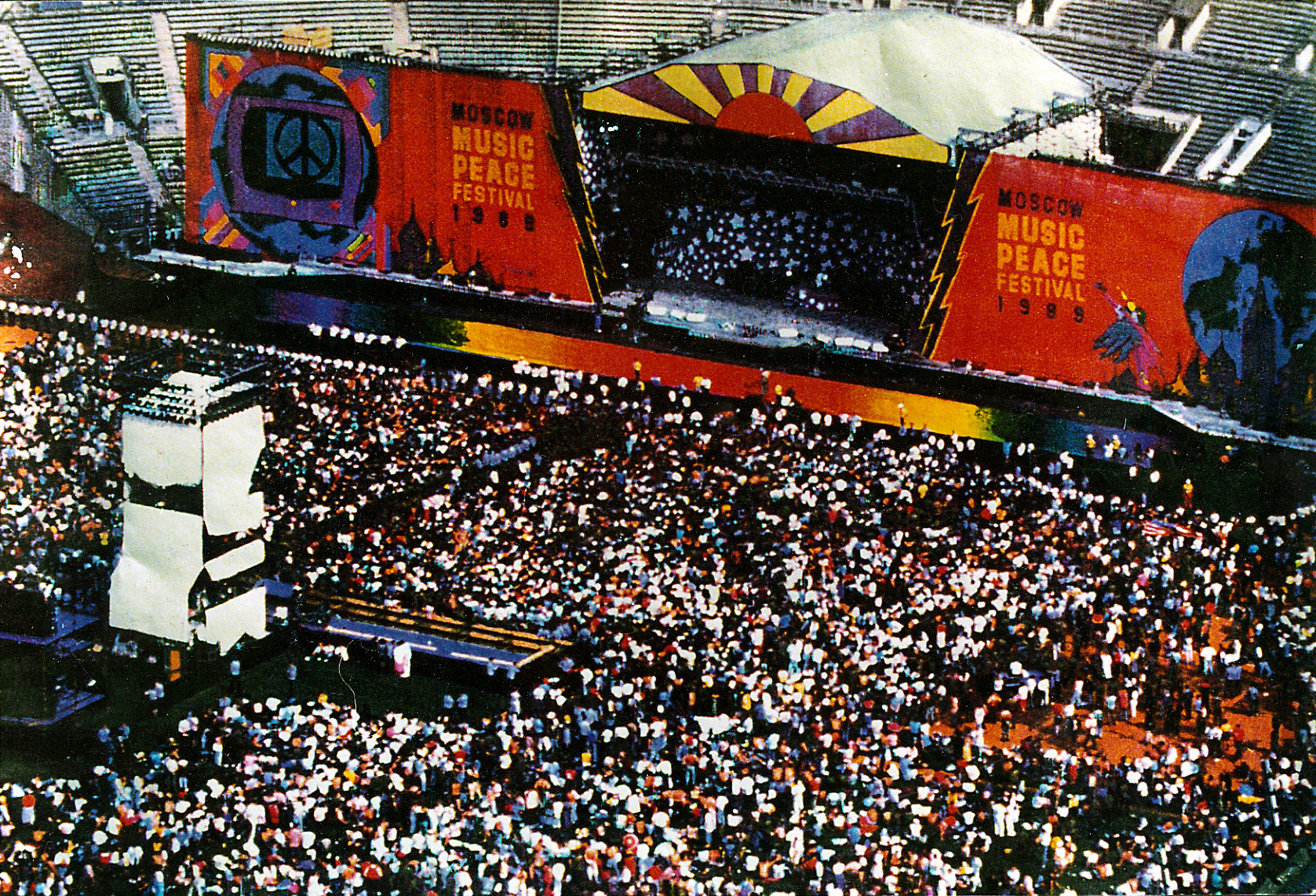
«Московский международный фестиваль мира». Москва, стадион «Лужники», 12—13 августа 1989 года.

Стас Намин стал организатором многих исторических акций — таких как национальный поп-рок-фестиваль в Ереване в 1981 году, международный рок-фестиваль в Лужниках в 1989 году, серия музыкальных этнических фестивалей «Единый мир», на Красной площади, в Парке Горького. благотворительный концерт «Мир Карабаху» в 1989 году в Кремлёвском дворце съездов. В том же 1989 году Наминым был открыт негосударственный фонд «Дети Армении» в помощь пострадавшим от землетрясения в Спитаке.
С середины 1990-х годов Стас Намин начал выставлять свои фотографии и рисунки. Его персональные выставки прошли в Центральном выставочном зале «Манеж», Центральном доме художника, Государственном Русском музее, Театральном музее им. Бахрушина. В 2000-х Центром Стаса Намина были организованы фестивали российской культуры в США, Корее, Китае, Германии и других странах. Авторский проект Стаса Намина — фестиваль российской культуры «Русские вечера» (Russian Nights).
Сольно, как гитарист, записал альбом «Камасутра». В этнической музыке в начале 2000-х годов записал двойной альбом One World Music Freedom с участием музыкантов из Индии, Армении, Израиля, Палестины, Великобритании, Африки и др.
В 2001 году Государственный Русский музей выпустил его первый фотоальбом и фотопроект «Магия Венеры». Его работы выставлялись в разных галереях и музеях России. Им были созданы серия портретов «Откровенно», итальянская серия и серия работ, посвящённых Армении. 17 июня 2014 года Стас Намин стал почётным членом Российской академии художеств (РАХ).
С группой «Цветы» выпустил три новых альбома: "«Цветы — 40 лет» (2011), Homo Sapiens (2013) и Flower Power (2013). В альбомы вошли уже известные и новые песни, в том числе «Свет и радость» и «Окно в свободу», ремейки — «Another Brick in the Wall» и «Give Peace a Chance» и написанная в связи с начавшейся войной на Украине песня «Пир во время чумы». С «Цветами» записал также альбом рок-версий «Старинные русские деревенские песни» (2012).
В 2011 году в Международном доме музыки была исполнена и записана симфоническая сюита Намина «Осень в Петербурге».
В 2012 году как ситарист дал концерт во Вриндаване (Индия), записал тройной альбом «Медитация» с музыкантами из Индии и других стран.
В 2016 году новая симфония Centuria S — Quark записана Лондонским симфоническим оркестром.
Как театральный режиссёр и продюсер Намин, создав в 1999 году свой Театр музыки и драмы, занимается постановкой спектаклей, первыми из которых были американский мюзикл «Волосы» и рок-опера «Иисус Христос — суперзвезда».
Реконструкция авангардной оперы 1913 года «Победа над Солнцем» в 2015 году была представлена на трёх международных площадках: крупнейшей выставке современного искусства «Арт-Базель», Московской международной биеннале современного искусства и ежегодной Парижской выставке-ярмарке FIAC, в музее фонда Louis Vuitton.
Как режиссёр и продюсер кино Намин создал серию документальных фильмов-путешествий: «Удивительная Куба», «Северная Индия», «Древние храмы Армении», а также фильм-интервью со скульптором Эрнстом Неизвестным. Выступил продюсером фильма Free to Rock (США).
В качестве наставника принял участие в четвёртом сезоне российского развлекательного вокального шоу талантов «Голос. 60+», телевизионная трансляция которого состоялась с 3 сентября по 1 октября 2021 года на «Первом канале».

## Музыка

### Группа «Цветы»

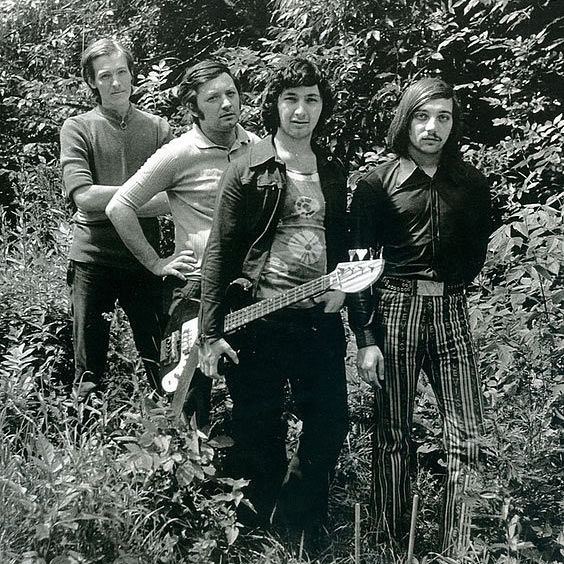
Группа «Цветы» во время записи первой пластинки. 1972 год

«Цветы» — московская рок-группа, созданная гитаристом и автором песен Стасом Наминым в 1969 году. «Цветы» за свою сорокалетнюю историю будто прожили несколько жизней, а в 2010-х начали ещё одну, новую. С 1969 по 1979 годы как студенческий ансамбль «Цветы» становятся популярными в Москве и выпускают пластинку на фирме «Мелодия». Из-за своего непохожего на советскую эстраду стиля группа попадает под полный запрет центральных советских СМИ, и ей удаётся выпускать лишь редкие компромиссные записи, которые, несмотря на жёсткую цензуру, впервые вносят элемент рок-музыки в массовую музыкальную культуру страны. В 1974 году «Цветы» начинают профессиональные гастроли и, после конфликта с филармонией и запрета названия Министерством культуры СССР, восстанавливаются в 1977 году как «Группа Стаса Намина». По-прежнему запрещённые в СМИ, они пишут новые хиты и восстанавливают популярность с новым названием.
С 1980-го, на волне «олимпийской оттепели», «Группа Стаса Намина» («Цветы») начинает эпизодически появляться в СМИ, выпускает первый авторский альбом «Гимн Солнцу» и успевает записать ещё два заказных альбома — «Регги, диско, рок» и «Сюрприз для мсье Леграна». Затем опять обостряется конфликт группы с режимом и они опять попадают под запрет, а новый репертуар «Цветов» запрещают и на «Мелодии». Даже невинная песня Намина «Мы желаем счастья вам», написанная в 1982 году, впервые появляется только в конце 1983-го. В новогоднем «Голубом огоньке» в ночь на 1 января 1984 года эта песня прозвучала дважды: в середине программы и в качестве финальной песни. В 1986 году, вместе с перестройкой, у группы неожиданно начинается новая жизнь. «Цветы» впервые выезжают на Запад и за четыре года совершают мировое турне, почти не работая в СССР. В 90-х группа останавливает свою деятельность на 10 лет.
Собравшись в 1999 году после перерыва, «Цветы» отметили своё 30-летие юбилейным концертом, и работали в Театре музыки и драмы Стаса Намина, участвуя в создании мюзикла «Волосы», рок-оперы «Иисус Христос — суперзвезда» и в других проектах.
В своё 40-летие «Цветы» снова начали активную творческую жизнь. В 2009—2010 году группа записала на студии Abbey Road двойные альбомы «Назад в СССР», в который вошли все их песни периода 1970-х, и «Распахни своё окно», в который вошли их запрещённые песни 1980-х. После юбилейного концерта 2010 года выпущен на DVD концертный альбом «Цветы-40». Впервые более чем за 20 лет опять вышли на большую сцену и возобновили регулярную гастрольную деятельность. В 2012 году в концертном зале «Крокус» состоялся ещё один большой концерт группы, где помимо их известных хитов и запрещённых песен 1980-х «Цветы» представили публике новый репертуар. Этот концерт также выпущен на двух DVD — «Человек разумный» и «Власть цветов».
В 2014 году в своё 45-летие группа «Цветы» сыграла концерт в московском зале «Арена» на 4000 мест, где помимо уже известного репертуара исполнила три новых песни, связанных с начавшейся войной на Украине. «Пир во время чумы», «Этот странный мир», и хит Джона Леннона «Дай миру шанс» (Give Peace a Chance) с русским текстом Намина. Весной 2016 года Стас Намин с группой «Цветы» начал записывать двойной альбом из 20 песен. Запись планировалось закончить в начале 2017 года.

### Сольные музыкальные проекты Стаса Намина
Инструментальный альбом гитарных импровизаций «Кама Сутра» (арт-рок)
«Кама Сутра» — альбом гитарных импровизаций Стаса Намина в стиле психоделического ритм-блюза 70-х годов, записанный в 1997 году с участием специальных гостей. В альбом вошли 8 инструментальных импровизационных композиций, записанных живым звуком, без наложений, с одного дубля. Этот альбом посвящён другу Стаса Намина — Фрэнку Заппе, который умер в 1993 году. В записи принимали участие: Стас Намин (соло-гитара) и специальные гости: Павел Титовец (аккомпанирующая гитара, соло-гитара), Николай Девлет-Кильдеев (соло-гитара), Александр Любарский (бас-гитара), Александр Солич (бас-гитара), Сергей Титовец (ударные).
Альбом One World Music Freedom (этно-рок, этно-джаз)
Этнический альбом One World Music Freedom, в котором Стас Намин играл на гитаре и ситаре. Записи альбома происходили в разное время на студии SNC. Вместе с Наминым в записи принимали участие специальные гости: Дживан Гаспарян, Сергей Старостин, Владимир Волков, а также этнические музыканты из Африки, Болгарии, Монголии, Израиля, Палестины, Белоруссии и других стран.
Альбом «Медитация» (этно-рок, этно-джаз)
Тройной альбом этнической музыки «Медитация» на основе индийских традиционных мелодий и импровизаций в стиле фьюжн. В записи принимали участие: Стас Намин (ситар) и специальные гости: Дживан Гаспарян (армянский дудук), Кришна Према дас (триканта вина), Биту Малик (фисгармония, вокал), Вишвамбхар Рам дас (сурбахар, рубаб), Лалита (бэк-вокал, тамбурин), Враджеш Чандра дас (дхолак), Жанна Блюсина (караталы, колокольчики, фисгармония), Ашока Кришна дас (мриданга), Владимир Волков (контрабас), Алан Асламазов (клавишные), Баларам Дас (мриданга), Александр Гусевский (караталы), Григорий Орджоникидзе (бас-гитара), Аиша (шейкер), Арка Чайтанья дас (дхолак).
Альбом «Динозавры» (ритм-блюз, блюз, рок-н-ролл)
Созданный Наминым проект «Динозавры» состоит из студийных и концертных записей, традиционных блюзов и рок-н-роллов. В проекте приняли участие друзья Намина, музыканты 60—70-х годов: Ноэль Реддинг («Джимми Хендрикс Экспириенс»), Эрик Белл («Тин Лизи»), Марко Мендоза («Уайтснейк»), Херман Раребелл («Скорпионс»), ветераны советского рока — группы «Сокол», «Скифы», «Политбюро», а также «Цветы» и «Машина времени».

### Симфоническая музыка

#### Симфоническая сюита «Осень в Петербурге»

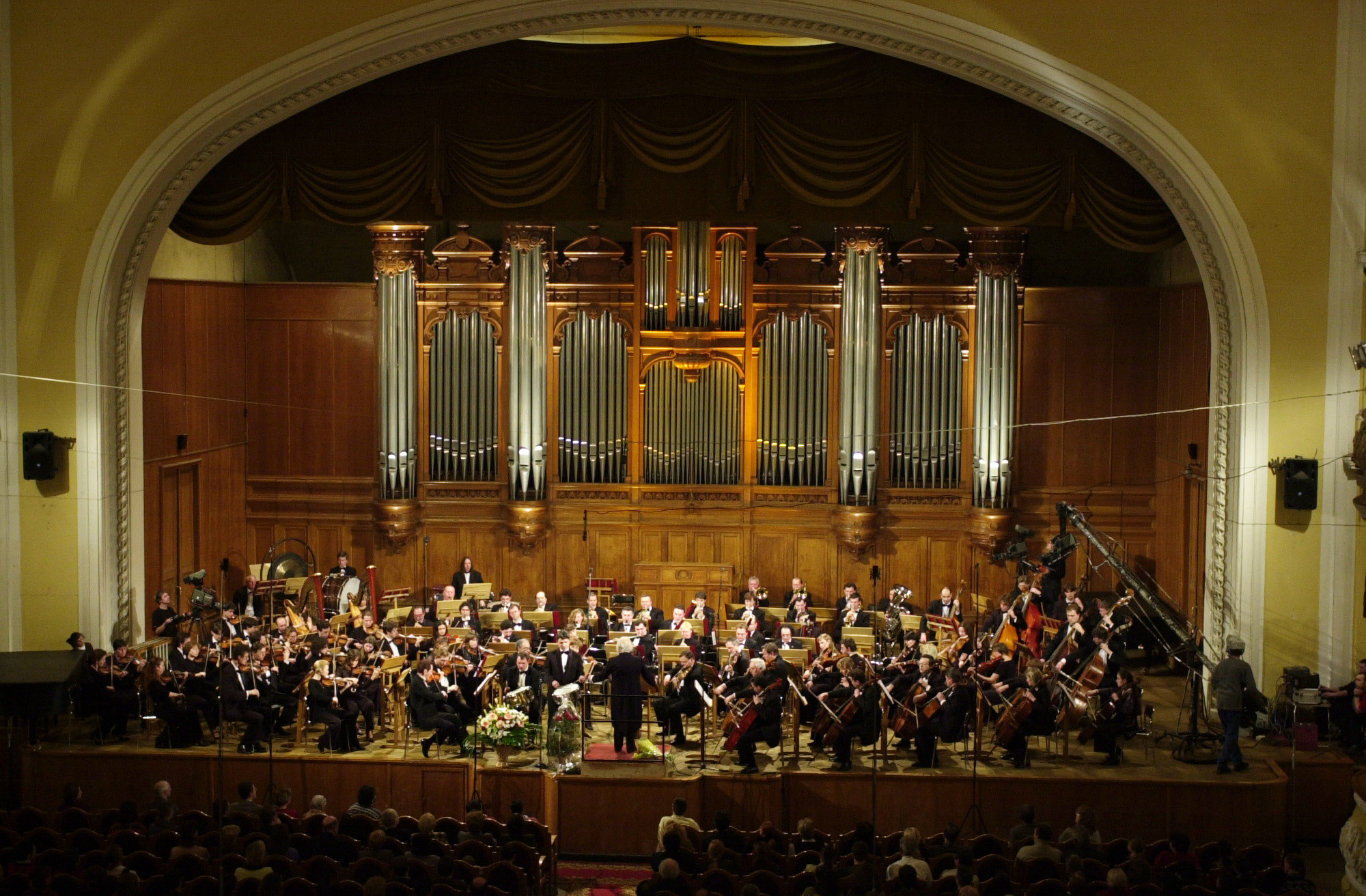
Московский симфонический оркестр. Сюита Стаса Намина «Осень в Петербурге». Большой зал Московской консерватории

Первый альбом созданного[уточнить] Наминым Московского симфонического оркестра включил в себя четыре части из сюиты Намина «Осень в Петербурге» и три симфонические интерпретации песен Джимми Хендрикса, «Битлз» и «Ролинг Стоунс». Альбом был записан в Большом зале Московской государственной консерватории в 2011 году. Дирижёр: Константин Кримец. Аранжировки: Сергей Гаврилов, Стив Ривкин, Джордж Мартин. Полностью все восемь частей сюиты «Осень в Петербурге» впервые в Москве были представлены Стасом Наминым в исполнении Русского федерального симфонического оркестра в Доме музыки в 2007 году. С начала 2000-х эту сюиту также исполняют разные российские и зарубежные оркестры. В 2016 году создана и записана в Германии фортепианная версия известной сюиты Намина.

#### СимфонияCenturia S — Quark
В 2014 году Намин начал работать над своей первой симфонией. В 2016 году была закончена партитура и впервые она прозвучала на репетициях с Ярославским губернаторским симфоническим оркестром как симфония Centuria S — Quark. А в июле на студии Abbey Road симфонию Намина записывает Лондонский симфонический оркестр. Дирижёр Ли Рейнольдс, продюсер Джонатан Аллен, двукратный лауреат Грэмми. Идея и концепция симфонии появились после знакомства и общения с астрофизиком Стивеном Хокингом.
Часть предисловия к симфонии, озвученная в интервью Стаса Намина Владимиру Познеру:

Разрушается и моральный облик человечества, который в будущих поколениях, может повлиять даже на физиологию. Сексуальные меньшинства постепенно становятся официальной нормой, поддерживаются и культивируются законами, что в результате принципиально меняет общество. И, как ни парадоксально, механизм человеческой репродукции, заложенный природой, оказывается уже постыдным во многих развитых общественных системах. Судя по всему размножение человека скоро перейдет на уровень искусственного оплодотворения и выращивания эмбриона в пробирках. А половая принадлежность окончательно потеряет смысл. Постепенно человек теряет сексуальный инстинкт, созданный природой для размножения всего живого. Живое человеческое общение всё больше подменяется виртуальной жизнью в интернете, которое не требует прямого общения и физического контакта. Мощное влияние технологий в результате меняет не только облик, но и саму суть человека, а амбиции, доминирующих групп и личностей, постепенно ведут к уничтожению индивидуальности и в моральном, и в физическом смысле.
— «Познер». Гость Стас Намин. Выпуск от 02.12.2019. Дата обращения: 17 декабря 2019. Архивировано 15 декабря 2019 года.

### Музыка к спектаклям и кино
- Музыка к художественному кинофильму «Фантазия на тему любви» (1980);
- Музыка к художественному кинофильму «Песочные часы» (1984);
- Драма «Дом Бернарды Альбы» по пьесе Федерико Гарсия Лорки (2002);
- Драматическая поэма «Последнее искушение апостолов» (2002);
- Мюзикл «Снежная королева» по пьесе Евгения Шварца (2006);
- Музыкальная фантасмагория «Оркестр Undeground» (2011);
- Мюзикл «Маленький принц» по сказке Антуана де Сент-Экзюпери (2012).

## Арт и фото

### Фотография
Стас Намин начал увлекаться фотографией ещё в детстве. В семидесятых он снимал плакаты для выступлений своей группы. В восьмидесятых Намин брал с собой камеру в мировое турне «Цветов», снимал в Северной и Южной Америке, Европе, Африке, Австралии и Японии. Тогда он ещё не планировал заниматься фотографией профессионально. Это было скорее желание сохранить на плёнке новые впечатления от увиденных стран, зафиксировать разнообразие красоты мира. В девяностых Намин делал снимки во время кругосветных экспедиций, а также начал работать в студии. В 2000-х он начал заниматься изобразительным искусством, живописью и графикой, и это принципиально повлияло на его мировоззрение в фотографии. В его работах существует и то, с чего он начинал, а именно — точное отображение увиденной красоты, а также появились фотографии, с коррекциями и эффектами его субъективного видения, близкие к изобразительному искусству. В 2013 году на Франкфуртской книжной ярмарке Государственный Русский музей представил авторский альбом фотографий Намина «Магия Венеры». В 2014-м работы Намина участвовали в выставке в Галерее классической фотографии вместе с лучшими фотографами страны.

### Живопись и графика
В 2000-х годах Намин начал серьёзно заниматься разными техниками изобразительного искусства. В 2006 году в Театральном музее им. Бахрушина были впервые представлены его работы — графика, живопись, смешанная техника, где он экспериментировал с современными компьютерными и другими технологиями. На протяжении всех этих лет его художественные работы экспонируются в престижных коллекциях, галереях и музеях в России и за рубежом. В июне 2014-го Намин был избран почетным членом Академии художеств России.

## Театр
В 1984 году Стас Намин окончил Высшие курсы сценаристов и режиссёров при Госкино СССР, где в качестве курсовых работ ставил свои первые сценические опыты. В 1999-м году по приглашению продюсера культового бродвейского хиппи-рок мюзикла «Волосы» Майкла Батлера Намин побывал на голливудской постановке мюзикла, и это стало для него откровением. Ничего подобного в театре он не видел. Именно тогда и пришло решение о создании своего театра. В этом же году его идея воплотилась в жизнь — в Москве появился театр музыки и драмы Стаса Намина.
Важной отличительной чертой театра является то, что и традиционные мюзиклы и рок-оперы в театре Стаса Намина становятся глубокими драматическими произведениями, то есть театр делает упор не на внешние шоу-эффекты, а на тонкую и глубокую игру актёров, эмоциональность и драматизм режиссёрских постановок, соединяя таким образом традицию русского драматического театра с международной традицией мюзикла.
При всем разнообразии жанров основу репертуара театра Стаса Намина составляют музыкальные спектакли. Постоянно в репертуаре — и классика жанра (рок-опера «Иисус Христос Суперзвезда» Э. Л. Вебера, мюзикл «Волосы» Г. Макдермота, «Бременские музыканты» Г. Гладкова, «Три мушкетёра» М. Дунаевского); оригинальные музыкальные постановки («Алиса в стране чудес» В. Высоцкого, «Портрет Дориана Грея» Р. Баузера, музыкальные граффити «Битломания», мюзикл для детей «Снежная королева» С. Намина и др.).
Ежегодно театр выезжает со своими спектаклями на гастроли по России и за рубеж. Впервые рок-опера «Иисус» была показана в Иерусалиме — там, где происходили описанные в спектакле события. С успехом прошла российская версия рок-мюзикла «Волосы» в Лос-Анджелесе, а в Нью-Йорке театр был приглашён на празднование 40-летия бродвейской постановки. В хрестоматийном фильме о 40-летней истории легендарного мюзикла труппа театра Стаса Намина была названа одной из пяти лучших в мире.
В 2014 году, к своему 15-летию, театр в своём развитии ушёл от традиционной формы мюзикла, найдя своё лицо в сложных музыкально-драматических спектаклях. В сезоне 2014 состоялись премьеры спектаклей «Космос» по рассказам В. Шукшина. Опера В. А. Моцарта по пьесе Бомарше «Женитьба Фигаро» и опера-балет «Жилец вершин» на стихи В. Хлебникова и музыку А. Хвостенко и группы «Аукцыон», спектакль «В горах моё сердце» по У. Сарояну .
Театр Стаса Намина в содружестве с Государственным Русским музеем осуществил реконструкцию первой в истории авангардной футуристической оперы «Победа над солнцем».
В июне 2015 года театр был приглашен на одну из самых значимых площадок современного искусства — международную ярмарку Арт-Базель, а в октябре 2015 года, по приглашению фонда Луи Вюиттона театр Стаса Намина представил авангардную оперу «Победа над Солнцем» на ежегодной Парижской ярмарке FIAC.

### Детская театральная студия
В ноябре 2011 года при Московском театре музыки и драмы открылась Детская театральная студия Стаса Намина. Обучение в студии проходит в лёгкой игровой форме и позволяет детям овладеть начальными основами актёрской профессии. Среди дисциплин: актёрское мастерство, техника речи, сценическое движение, вокал, танец. Занятия проводят ведущие артисты театра и профессиональные педагоги ГИТИСа.

## Киностудия
В конце 90-х — начале 2000-х годов Намин много путешествовал. По результатам многочисленных поездок в Африку, Южную Америку, Европу и другие части мира им были созданы документальные фильмы, вошедшие в его авторский цикл International Geographic, где он выступал как режиссёр, оператор и продюсер. Также создал серию документальных фильмов-путешествий: «Удивительная Куба», «Северная Индия», «Древние храмы Армении», различные видеоклипы, документально-художественные фильмы и фильм-интервью с Эрнстом Неизвестным. Выступил продюсером фильма Free to Rock (США) — его презентация состоялась в Вашингтоне, в Джорджтаунском университете и Капитолии.

## «Центр Стаса Намина» (SNC)
«Центр Стаса Намина» является некоммерческой организацией, основной задачей которой является сохранение российских культурных традиций и продвижение современных направлений российского искусства в мире. Центр занимается организацией фестивалей, выставок и прочих культурных мероприятий, в том числе международных, связанных с музыкой, кино, театром, изобразительным искусством и др., с целью привлечения общественного интереса к российской культуре в самой России и во всём мире.

### История
В 1987 году в «Зелёном театре» в Парке Горького в Москве появилась одна из первых в СССР негосударственных организаций «Центр Стаса Намина» (SNC), которая, следуя известному высказыванию Михаила Горбачёва «Что не запрещено, то разрешено», собрала под своей крышей молодые, запрещённые ранее таланты. Это были первый в стране продюсерский центр и независимая студия звукозаписи, где делали первые шаги и развивались новые музыкальные коллективы, такие как «Бригада С», «Моральный кодекс», «Калинов мост», «Ночной проспект», «Николай Коперник», «Мегаполис», «Парк Горького», «Сплин» и многие другие, а также молодые художники, поэты, дизайнеры.
В начале 1987 года, после своих первых выездов с концертами на Запад, Намин решил попробовать свои силы в качестве продюсера на мировом рынке шоу-бизнеса. Специально на экспорт он создал музыкальный проект, придумав ему название по месту рождения — «Парк Горького». Намин подобрал музыкантов и в результате двухлетней работы в своей студии SNC создал имидж и демозаписи новой группы, подписал контракт с US Polygram Records, пригласив для этого в Москву президента Дика Эшера, привлек к проекту группу «Бон Джови», и в результате группа «Парк Горького» стала популярной на Западе. Главным трамплином в карьере рок-группы «Парк Горького» стало её участие в организованном Наминым в 1989 году рок-фестивале против наркотиков в Лужниках. Это был первый и единственный полноценный международный рок-фестиваль, возвестивший новые свободы в жизни страны и названный «российским Вудстоком». Намин включил свою группу в фестиваль наравне с Бон Джови, Оззи Озборном, «Mötley Crüe», «Scorpions», «Cinderella» и другими мировыми звёздами. Фестиваль транслировался в 59 странах мира.
В конце 1980-х годов Центр Стаса Намина стал культовым местом Москвы, где можно было встретить самых известных и прогрессивных людей России и мира: Арнольда Шварценеггера, Питера Гэбриэла, U-2, Энни Леннокс, Pink Floyd, Роберта Де Ниро, Квинси Джонса и многих других. Фрэнк Заппа, частый гость Намина, снял фильм о Центре.
В начале 1990-х годов Намин разделил свои проекты на два холдинга. Те, что связаны с искусством, вошли в холдинг SNC, а проекты, связанные с бизнесом и коммерческой деятельностью, — в холдинг «Станбет».

## Семья
|      |      |      |      |        |        |        |        |        |        |        |        |                                         |                                         |                                         |                                         | Ованес Микоян                           | Ованес Микоян                           | Ованес Микоян                    | Ованес Микоян                    | Ованес Микоян                               | Ованес Микоян                               |                                             |                                             | Астхик Туманян                              | Астхик Туманян                              | Астхик Туманян                      | Астхик Туманян                      | Астхик Туманян                         | Астхик Туманян                         |                                        |                                        |                                        |                                        |                   |                   |                            |                            |                            |                            |                            |                            |                  |                  |                  |                  |  |  |  |  |  |  |  |  |  |  |  |  |  |  |  |  |  |  |  |  |  |  |  |  |  |  |  |  |  |  |
|      |      |      |      |        |        |        |        |        |        |        |        |                                         |                                         |                                         |                                         | Ованес Микоян                           | Ованес Микоян                           | Ованес Микоян                    | Ованес Микоян                    | Ованес Микоян                               | Ованес Микоян                               |                                             |                                             | Астхик Туманян                              | Астхик Туманян                              | Астхик Туманян                      | Астхик Туманян                      | Астхик Туманян                         | Астхик Туманян                         |                                        |                                        |                                        |                                        |                   |                   |                            |                            |                            |                            |                            |                            |                  |                  |                  |                  |  |  |  |  |  |  |  |  |  |  |  |  |  |  |  |  |  |  |  |  |  |  |  |  |  |  |  |  |  |  |
|      |      |      |      |        |        |        |        |        |        |        |        |                                         |                                         |                                         |                                         |                                         |                                         |                                  |                                  |                                             |                                             |                                             |                                             |                                             |                                             |                                     |                                     |                                        |                                        |                                        |                                        |                                        |                                        |                   |                   |                            |                            |                            |                            |                            |                            |                  |                  |                  |                  |  |  |  |  |  |  |  |  |  |  |  |  |  |  |  |  |  |  |  |  |  |  |  |  |  |  |  |  |  |  |
|      |      |      |      |        |        |        |        |        |        |        |        |                                         |                                         |                                         |                                         |                                         |                                         |                                  |                                  |                                             |                                             |                                             |                                             |                                             |                                             |                                     |                                     |                                        |                                        |                                        |                                        |                                        |                                        |                   |                   |                            |                            |                            |                            |                            |                            |                  |                  |                  |                  |  |  |  |  |  |  |  |  |  |  |  |  |  |  |  |  |  |  |  |  |  |  |  |  |  |  |  |  |  |  |
|      |      |      |      | Ерванд | Ерванд | Ерванд | Ерванд | Ерванд | Ерванд |        |        |                                         |                                         |                                         |                                         | Анастас Иванович (1895—1978)            | Анастас Иванович (1895—1978)            | Анастас Иванович (1895—1978)     | Анастас Иванович (1895—1978)     | Анастас Иванович (1895—1978)                | Анастас Иванович (1895—1978)                |                                             |                                             | Ашхен Лазаревна Туманян (1896—1962)         | Ашхен Лазаревна Туманян (1896—1962)         | Ашхен Лазаревна Туманян (1896—1962) | Ашхен Лазаревна Туманян (1896—1962) | Ашхен Лазаревна Туманян (1896—1962)    | Ашхен Лазаревна Туманян (1896—1962)    |                                        |                                        |                                        |                                        |                   |                   | Артём Иванович (1905—1970) | Артём Иванович (1905—1970) | Артём Иванович (1905—1970) | Артём Иванович (1905—1970) | Артём Иванович (1905—1970) | Артём Иванович (1905—1970) |                  |                  |                  |                  |  |  |  |  |  |  |  |  |  |  |  |  |  |  |  |  |  |  |  |  |  |  |  |  |  |  |  |  |  |  |
|      |      |      |      | Ерванд | Ерванд | Ерванд | Ерванд | Ерванд | Ерванд |        |        |                                         |                                         |                                         |                                         | Анастас Иванович (1895—1978)            | Анастас Иванович (1895—1978)            | Анастас Иванович (1895—1978)     | Анастас Иванович (1895—1978)     | Анастас Иванович (1895—1978)                | Анастас Иванович (1895—1978)                |                                             |                                             | Ашхен Лазаревна Туманян (1896—1962)         | Ашхен Лазаревна Туманян (1896—1962)         | Ашхен Лазаревна Туманян (1896—1962) | Ашхен Лазаревна Туманян (1896—1962) | Ашхен Лазаревна Туманян (1896—1962)    | Ашхен Лазаревна Туманян (1896—1962)    |                                        |                                        |                                        |                                        |                   |                   | Артём Иванович (1905—1970) | Артём Иванович (1905—1970) | Артём Иванович (1905—1970) | Артём Иванович (1905—1970) | Артём Иванович (1905—1970) | Артём Иванович (1905—1970) |                  |                  |                  |                  |  |  |  |  |  |  |  |  |  |  |  |  |  |  |  |  |  |  |  |  |  |  |  |  |  |  |  |  |  |  |
|      |      |      |      |        |        |        |        |        |        |        |        |                                         |                                         |                                         |                                         |                                         |                                         |                                  |                                  |                                             |                                             |                                             |                                             |                                             |                                             |                                     |                                     |                                        |                                        |                                        |                                        |                                        |                                        |                   |                   |                            |                            |                            |                            |                            |                            |                  |                  |                  |                  |  |  |  |  |  |  |  |  |  |  |  |  |  |  |  |  |  |  |  |  |  |  |  |  |  |  |  |  |  |  |
|      |      |      |      |        |        |        |        |        |        |        |        |                                         |                                         |                                         |                                         |                                         |                                         |                                  |                                  |                                             |                                             |                                             |                                             |                                             |                                             |                                     |                                     |                                        |                                        |                                        |                                        |                                        |                                        |                   |                   |                            |                            |                            |                            |                            |                            |                  |                  |                  |                  |  |  |  |  |  |  |  |  |  |  |  |  |  |  |  |  |  |  |  |  |  |  |  |  |  |  |  |  |  |  |
| Жора | Жора | Жора | Жора | Жора   | Жора   |        |        | Кардей | Кардей | Кардей | Кардей | Кардей                                  | Кардей                                  |                                         |                                         | Владимир Анастасович (1924—1942)        | Владимир Анастасович (1924—1942)        | Владимир Анастасович (1924—1942) | Владимир Анастасович (1924—1942) | Владимир Анастасович (1924—1942)            | Владимир Анастасович (1924—1942)            |                                             |                                             | Вано (Иван) Анастасович (1927—2016)         | Вано (Иван) Анастасович (1927—2016)         | Вано (Иван) Анастасович (1927—2016) | Вано (Иван) Анастасович (1927—2016) | Вано (Иван) Анастасович (1927—2016)    | Вано (Иван) Анастасович (1927—2016)    |                                        |                                        | Наталья Артёмовна                      | Наталья Артёмовна                      | Наталья Артёмовна | Наталья Артёмовна | Наталья Артёмовна          | Наталья Артёмовна          |                            |                            | Ованес Артёмович           | Ованес Артёмович           | Ованес Артёмович | Ованес Артёмович | Ованес Артёмович | Ованес Артёмович |  |  |  |  |  |  |  |  |  |  |  |  |  |  |  |  |  |  |  |  |  |  |  |  |  |  |  |  |  |  |
| Жора | Жора | Жора | Жора | Жора   | Жора   |        |        | Кардей | Кардей | Кардей | Кардей | Кардей                                  | Кардей                                  |                                         |                                         | Владимир Анастасович (1924—1942)        | Владимир Анастасович (1924—1942)        | Владимир Анастасович (1924—1942) | Владимир Анастасович (1924—1942) | Владимир Анастасович (1924—1942)            | Владимир Анастасович (1924—1942)            |                                             |                                             | Вано (Иван) Анастасович (1927—2016)         | Вано (Иван) Анастасович (1927—2016)         | Вано (Иван) Анастасович (1927—2016) | Вано (Иван) Анастасович (1927—2016) | Вано (Иван) Анастасович (1927—2016)    | Вано (Иван) Анастасович (1927—2016)    |                                        |                                        | Наталья Артёмовна                      | Наталья Артёмовна                      | Наталья Артёмовна | Наталья Артёмовна | Наталья Артёмовна          | Наталья Артёмовна          |                            |                            | Ованес Артёмович           | Ованес Артёмович           | Ованес Артёмович | Ованес Артёмович | Ованес Артёмович | Ованес Артёмович |  |  |  |  |  |  |  |  |  |  |  |  |  |  |  |  |  |  |  |  |  |  |  |  |  |  |  |  |  |  |
|      |      |      |      |        |        |        |        |        |        |        |        | Степан Анастасович (1922—2017)          | Степан Анастасович (1922—2017)          | Степан Анастасович (1922—2017)          | Степан Анастасович (1922—2017)          | Степан Анастасович (1922—2017)          | Степан Анастасович (1922—2017)          |                                  |                                  | Алексей Анастасович (1925—1986)             | Алексей Анастасович (1925—1986)             | Алексей Анастасович (1925—1986)             | Алексей Анастасович (1925—1986)             | Алексей Анастасович (1925—1986)             | Алексей Анастасович (1925—1986)             |                                     |                                     | Серго (Сергей) Анастасович (1929—2010) | Серго (Сергей) Анастасович (1929—2010) | Серго (Сергей) Анастасович (1929—2010) | Серго (Сергей) Анастасович (1929—2010) | Серго (Сергей) Анастасович (1929—2010) | Серго (Сергей) Анастасович (1929—2010) |                   |                   | Светлана Артёмовна         | Светлана Артёмовна         | Светлана Артёмовна         | Светлана Артёмовна         | Светлана Артёмовна         | Светлана Артёмовна         |                  |                  |                  |                  |  |  |  |  |  |  |  |  |  |  |  |  |  |  |  |  |  |  |  |  |  |  |  |  |  |  |  |  |  |  |
|      |      |      |      |        |        |        |        |        |        |        |        | Степан Анастасович (1922—2017)          | Степан Анастасович (1922—2017)          | Степан Анастасович (1922—2017)          | Степан Анастасович (1922—2017)          | Степан Анастасович (1922—2017)          | Степан Анастасович (1922—2017)          |                                  |                                  | Алексей Анастасович (1925—1986)             | Алексей Анастасович (1925—1986)             | Алексей Анастасович (1925—1986)             | Алексей Анастасович (1925—1986)             | Алексей Анастасович (1925—1986)             | Алексей Анастасович (1925—1986)             |                                     |                                     | Серго (Сергей) Анастасович (1929—2010) | Серго (Сергей) Анастасович (1929—2010) | Серго (Сергей) Анастасович (1929—2010) | Серго (Сергей) Анастасович (1929—2010) | Серго (Сергей) Анастасович (1929—2010) | Серго (Сергей) Анастасович (1929—2010) |                   |                   | Светлана Артёмовна         | Светлана Артёмовна         | Светлана Артёмовна         | Светлана Артёмовна         | Светлана Артёмовна         | Светлана Артёмовна         |                  |                  |                  |                  |  |  |  |  |  |  |  |  |  |  |  |  |  |  |  |  |  |  |  |  |  |  |  |  |  |  |  |  |  |  |
|      |      |      |      |        |        |        |        |        |        |        |        | Александр Степанович (Алик) (род. 1952) | Александр Степанович (Алик) (род. 1952) | Александр Степанович (Алик) (род. 1952) | Александр Степанович (Алик) (род. 1952) | Александр Степанович (Алик) (род. 1952) | Александр Степанович (Алик) (род. 1952) |                                  |                                  | Анастас Алексеевич (Стас Намин) (род. 1951) | Анастас Алексеевич (Стас Намин) (род. 1951) | Анастас Алексеевич (Стас Намин) (род. 1951) | Анастас Алексеевич (Стас Намин) (род. 1951) | Анастас Алексеевич (Стас Намин) (род. 1951) | Анастас Алексеевич (Стас Намин) (род. 1951) |                                     |                                     |                                        |                                        |                                        |                                        |                                        |                                        |                   |                   |                            |                            |                            |                            |                            |                            |                  |                  |                  |                  |  |  |  |  |  |  |  |  |  |  |  |  |  |  |  |  |  |  |  |  |  |  |  |  |  |  |  |  |  |  |
|      |      |      |      |        |        |        |        |        |        |        |        | Александр Степанович (Алик) (род. 1952) | Александр Степанович (Алик) (род. 1952) | Александр Степанович (Алик) (род. 1952) | Александр Степанович (Алик) (род. 1952) | Александр Степанович (Алик) (род. 1952) | Александр Степанович (Алик) (род. 1952) |                                  |                                  | Анастас Алексеевич (Стас Намин) (род. 1951) | Анастас Алексеевич (Стас Намин) (род. 1951) | Анастас Алексеевич (Стас Намин) (род. 1951) | Анастас Алексеевич (Стас Намин) (род. 1951) | Анастас Алексеевич (Стас Намин) (род. 1951) | Анастас Алексеевич (Стас Намин) (род. 1951) |                                     |                                     |                                        |                                        |                                        |                                        |                                        |                                        |                   |                   |                            |                            |                            |                            |                            |                            |                  |                  |                  |                  |  |  |  |  |  |  |  |  |  |  |  |  |  |  |  |  |  |  |  |  |  |  |  |  |  |  |  |  |  |  |
|      |      |      |      |        |        |        |        |        |        |        |        |                                         |                                         |                                         |                                         |                                         |                                         |                                  |                                  | Артём Анастасович (1993—2023)               |                                             |                                             |                                             |                                             |                                             |                                     |                                     |                                        |                                        |                                        |                                        |                                        |                                        |                   |                   |                            |                            |                            |                            |                            |                            |                  |                  |                  |                  |  |  |  |  |  |  |  |  |  |  |  |  |  |  |  |  |  |  |  |  |  |  |  |  |  |  |  |  |  |  |

- Отец — Алексей Анастасович Микоян (1925—1986). Мать — Нами Артемьевна Микоян (Арутюнова)[77].
- Первая жена (1977—1981) — Анна Исаева, от которой у него в 1978 году родилась дочь Мария. Бывшая супруга Анна уже более 35 лет руководит «Центром Стаса Намина» и одновременно является директором Театра музыки и драмы под управлением Стаса Намина.
- Вторая жена (1980—1987) — певица Людмила Сенчина. Детей в браке не было. После разрыва остались в дружеских отношениях[78].
- В конце 80-х годов Стас Намин познакомился со своей третьей женой — Галиной, у которой от него в 1993-м родился сын Артём (1993—2023). В 2015 году их брак распался.
- Четвертую жену Стаса Намина зовут Нина. У них есть общий ребенок Анастас (2016 г. р.).

### Трагедия 18 октября 2023 года
В ночь на 19 октября 2023 года были найдены убитыми 30-летний сын Стаса Намина Артём Микоян и его 85-летняя бабушка (тёща Намина). Их нашли на даче убитой Полины Ефремовны Ткаченко в деревне Крюково с ножевыми ранениями. По горячим следам был задержан Роман Новиков — сын Дмитрия Новикова и бывшей жены Стаса Намина, Галины Ткаченко, — который признался в совершении данного преступления. Случившуюся трагедию Стас Намин прокомментировал через свою симфоническую музыку, прозвучавшую в Большом зале консерватории спустя месяц после трагедии.

## Награды
- Орден Дружбы (17 ноября 2011 года) — за большие заслуги в развитии отечественной культуры и искусства, многолетнюю плодотворную деятельность[83]
- Орден Дружбы (17 декабря 2016 года, Армения) — за значительный вклад в укрепление армяно-российских культурных связей и развитие дружеских отношений между народами[84]